# Stanisław Kluza
Stanisław Kluza, né le 2 juin 1972 à Varsovie, est un universitaire, entrepreneur et homme d'État polonais.
Il est ministre des Finances entre juillet et septembre 2006, puis président de la Commission de surveillance financière (KNF) jusqu'en octobre 2011.

## Biographie

### Formation
Diplômé de l'école des hautes études commerciales de Varsovie, il y a passé avec un succès un doctorat de sciences économiques en 2001, spécialisé en finances publiques et statistiques. Il avait commencé à travailler sept ans plus tôt, comme assistant de recherche stagiaire au département des statistiques appliquées de l'Institut des statistiques et de la démographie de son école, étant titularisé en 1996.
Il a été titulaire d'une bourse d'études de la fondation des sciences polonaises et d'une bourse Fulbright, à la fin des années 1990, ce qui lui a permis d'étudier à l'université de Washington et à l'université de Saint-Louis en 2000. Il a reçu l'année suivante une bourse Dekaban-Liddle et a suivi une année de cours à l'université de Glasgow.

### Carrière
Après avoir travaillé pour la filiale polonaise d’Unilever entre 1994 et 1998, puis McKinsey&Co jusqu'en 1999, il enseigne un temps à l'école de commerce et de finance internationaux, puis est recruté en 2002 par la banque Bank Gospodarki Żywnościowej, dont il a été économiste en chef.

### Parcours politique
À la suite des élections législatives du 25 septembre 2005, il représente le parti conservateur Droit et justice (PiS) dans les négociations avec le parti libéral de la Plate-forme civique (PO) concernant les questions macroéconomiques et fiscales. Les négociations échouent mais le PiS prend tout de même la direction du gouvernement, et il est alors nommé sous-secrétaire d'État au ministère des Finances.
Le 14 juillet 2006, Stanisław Kluza est nommé ministre des Finances dans le gouvernement de coalition du conservateur Jarosław Kaczyński, tout juste arrivé au pouvoir. Il est relevé de ses fonctions le dès 22 septembre, afin de permettre le retour de Zyta Gilowska
Une semaine plus tard, il est nommé président de la Commission de surveillance financière (KNF), tout juste créée. Il accomplit un seul mandat de cinq ans.